# تشارلز هوارد (لاعب كريكت)
تشارلز هوارد (7 نوفمبر 1904 - 1982) (بالإنجليزية: Charles Howard)‏ هو لاعب كريكت بريطاني (وحمل سابقاً جنسية المملكة المتحدة لبريطانيا العظمى وأيرلندا).

## وصلات خارجية
- تشارلز هوارد (لاعب كريكت) على موقع إي آس بي آن كريك إنفو (الإنجليزية)